# Stan Gelbaugh
Stan Gelbaugh (* 4. prosince 1962) je bývalý profesionální hráč amerického fotbalu, nastupující na pozici quarterbacka (česky: zadáka, rozehrávače, nebo kapitána útočného týmu).

## Kariéra
Gelbaugh hrál na střední škole dva sporty – basketbal a americký fotbal. Po střední škole šel na Marylandskou univerzitu, kde si musel vybrat mezi fotbalem a basketbalem, rozhodl se pro fotbal. Dva roky (1983 a 1984) působil na pozici náhradního quarterbacka a puntera. Když se zranil hlavní quarterback Boomer Esiason, stal se Gelbaugh hlavním rozehrávačem. Po sezóně 1985 o něj projevily zájem týmy z National Football League, zejména Dallas Cowboys, kteří ho v roce 1986 draftovali, krátce na to však přestoupil do týmu Canadian Football League Saskatchewan Roughriders. Poté hrál za tým Buffalo Bills, z kterého byl prodán do Cincinnati Bengals, kde hrál jednu sezónu 1990. O rok později byl poslán do WLAF, kde dvě sezóny působil za evropský tým London Monarchs, v prvním World Bowlu se stal nejdůležitějším hráčem zápasu. Poté hrál opět v NFL kde přestupoval 3x. Poslední sezónu odehrál v roce 1996 za Seattle Seahawks.